# نقنه
نقنه (بالفارسية: نقنه) هي مدينة تقع في إيران في الناحية المركزية لمقاطعة بروجن. يقدر عدد سكانها بـ 8,086 نسمة .